# Fossa (by)
 For alternative betydninger, se Fossa (flertydig). (Se også artikler, som begynder med Fossa)
Fossa er en italiensk by (og kommune) i regionen Abruzzo i Italien, med omkring 672(2023) indbyggere.